# Geomys personatus
Geomys personatus е вид бозайник от семейство Гоферови (Geomyidae).

## Разпространение
Видът е разпространен в Мексико (Тамаулипас) и САЩ (Тексас).